# Heinrich Gomperz
Heinrich Gomperz (Vienna, 18 gennaio 1873 – Los Angeles, 27 dicembre 1942) è stato un filosofo austriaco, figlio di Theodor Gomperz.

## Opere
- Grundlegung der neusokratischen Philosophie. 1897
- Kritik des Hedonismus. 1898
- Weltanschauungslehre. 2 Bde. 1905/1908
- Das Problem der Willensfreiheit. 1907
- Sophistik und Rhetorik. 1912
- Philosophie des Krieges in Umrissen. 1915
- Psychologische Betrachtungen an griechischen Philosophen. 1924
- Die indische Theosophie. 1925
- Über Sinn und Sinngebilde, Erklären und Verstehen. 1929
- Philosophical Studies. 1953